# كورينا بيركوفيتش
كورينا بيركوفيتش (بالألمانية: Korina Perkovic)‏ مواليد 14 أبريل 1987 في فرانكفورت، ألمانيا الغربية، هي لاعبة كرة مضرب ألمانية. أعلى تصنيف لها في الفردي كان 339. أعلى تصنيف لها في الزوجي كان 299.

## النهائيات

### الفردي (3–4)
| الحصيلة | الرقم | التاريخ        | الدورة                     | الأرضية | المنافس              | النتيجة       |
| ------- | ----- | -------------- | -------------------------- | ------- | -------------------- | ------------- |
| الوصافة | 1.    | 11 يوليو 2005  | غارشينغ باي مونشن، ألمانيا | ترابية  | جوسيبا بك            | 7–5, 1–6, 1–6 |
| الفوز   | 1.    | 30 يونيو 2008  | كريمونا، إيطاليا           | ترابية  | أوريلي فيدي          | 6–1, 6–4      |
| الفوز   | 2.    | 2 مارس 2009    | بوخن، ألمانيا              | سجاد    | رومينا أوبراندي      | 6–3, 7–6(7–0) |
| الفوز   | 3.    | 24 أغسطس 2009  | براونشفايغ، ألمانيا        | ترابية  | ماتي مزاك            | 2–6, 6–3, 6–2 |
| الوصافة | 2.    | 16 أغسطس 2010  | فالشتيت، ألمانيا           | ترابية  | باربارا سوباسزكيويكز | 0–6, 6–7(6–8) |
| الوصافة | 3.    | 14 فبراير 2011 | لايمن، ألمانيا             | صلبة    | جويا باربييري        | 4–6, 2–6      |
| الوصافة | 4.    | 27 يونيو 2011  | شتوتغارت، ألمانيا          | ترابية  | تيميا بابوش          | 6–1, 2–6, 3–6 |

## روابط خارجية
- كورينا بيركوفيتش على موقع رابطة محترفات التنس (الإنجليزية)
- كورينا بيركوفيتش على موقع الاتحاد الدولي لكرة المضرب (الإنجليزية)